# The Big Show Show
The Big Show Show (en español, El Show de Big Show) fue una serie de televisión de comedia en inglés protagonizada por el luchador de la WWE, Big Show. Estrenada el 6 de abril de 2020 en la plataforma Netflix.
El 9 de diciembre de 2020 a estrenó un episodio especial de navidad que no continúa la trama principal de la serie con respecto al último episodio.

## Premisa
El espectáculo contará con Big Show como una versión ficticia de sí mismo. La premisa presentará a su hija adolescente mudándose con él, su esposa y otras dos hijas.

## Partes
| Temporada | Temporada | Parte | Episodios | Episodios | Lanzamiento original   | Lanzamiento original   |
| --------- | --------- | ----- | --------- | --------- | ---------------------- | ---------------------- |
|           | 1         | 1     | 9         | 8         | 6 de abril de 2020     | 6 de abril de 2020     |
|           | 1         | 2     | 9         | 1         | 9 de diciembre de 2020 | 9 de diciembre de 2020 |

## Episodios

### Parte 1
| N.º | Título original                                 | Dirigido por           | Escrito por                   | Fecha de lanzamiento original |
| --- | ----------------------------------------------- | ---------------------- | ----------------------------- | ----------------------------- |
| 1   | «Prototype» «Prototipo»                         | Phill Lewis            | Josh Bycel & Jason Berger     | 6 de abril de 2020            |
| 2   | «The Big Punisher» «El Gran Castigador»         | Phill Lewis            | Danielle Uhlarik              | 6 de abril de 2020            |
| 3   | «The Big Brain» «El Gran Cerebro»               | Bob Koherr             | Josh Bycel & Jason Berger     | 6 de abril de 2020            |
| 4   | «The Big Sinkhole» «El Gran Socavón»            | Phill Lewis            | Joanna Quraishi               | 6 de abril de 2020            |
| 5   | «The Big Process» «El Gran Proceso»             | Bob Koherr             | Brain D. Bradley              | 6 de abril de 2020            |
| 6   | «The Big Party» «La Gran Fiesta»                | Kelly Park             | Paul O'Toole & Andy St. Clair | 6 de abril de 2020            |
| 7   | «The Big Surprise» «La Gran Sorpresa»           | Leonard R. Garner, Jr. | Danielle Uhlarik              | 6 de abril de 2020            |
| 8   | «The Big Decision» «La Decisión Más Importante» | Eric Dean Seaton       | Brain D. Bradley              | 6 de abril de 2020            |

### Parte 2
| N.º | Título original                       | Dirigido por | Escrito por | Fecha de lanzamiento original |
| --- | ------------------------------------- | ------------ | ----------- | ----------------------------- |
| 1   | «The Big Christmas» «La Gran Navidad» | —            | —           | 9 de diciembre de 2020        |

## Elenco y personajes

### Principal
- Big Show / Paul Wight como él mismo
- Allison Munn como Cassy Wight
- Reylynn Caster como Lola Wight
- Lily Brooks O'Briant como Mandy Wight
- Juliet Donenfeld como JJ Wight

### Recurrente
- Jaleel White como Terence "Terry" Malick III
- Dallas Dupree Young como Taylor Swift
- Tessa Espinola como Monica B.
- Jolie Hoang-Rappaport como Kennedy
- Emma Loewen como Olivia

### Invitado
- Mick Foley como él mismo
- Mark Henry como él mismo
- Rikishi como él mismo
- Tan France como él mismo

## Producción
El programa es producido por WWE Studios y se emite en Netflix. Josh Bycel y Jason Berger son productores ejecutivos y showrunners, con Susan Levison y Richard Lowell como productores ejecutivos para WWE Studios. En septiembre de 2019, Big Show anunció en el podcast de Steve Austin que el programa había filmado tres episodios y se estrenó en la época de WrestleMania 36. Más tarde se anunció que los 8 episodios se estrenó el 6 de abril de 2020 en Netflix.